# Capsaicina
A capsaicina é um composto químico (8-metil-N-vanilil-trans-6-nonamida) e o componente ativo das pimentas conhecidas internacionalmente como pimentas chili, que são plantas que pertencem ao gênero Capsicum. É irritante para os mamíferos, incluindo os humanos, e produz uma sensação de queimadura em qualquer tecido com que entre em contato. A capsaicina e diversos componentes correlatos são conhecidos como capsaicinoides e são produzidos como um metabólico secundário pelas pimentas chili, provavelmente como barreiras contra os herbívoros. A capsaicina pura é um composto hidrofóbico, incolor, inodoro, de cristalino a graxo.

## Características da substância
A capsaicina está presente em grandes quantidades nas sementes e frutos carnosos das plantas do gênero Capsicum. Tais frutos evoluíram tipicamente para auxiliar na dispersão das sementes, atraindo animais que consomem as frutas e engolem as sementes, as quais passam pelo trato digestivo e são subsequentemente depositadas algures. Assim pode parecer paradoxal que uma planta gaste uma grande quantidade de recursos para produzir frutos grandes e suculentos e os preencha com um composto que age como uma forte barreira ao consumo.
As sementes das plantas Capsicum, entretanto, são predominantemente dispersadas por pássaros, nos quais a capsaicina age como analgésico ao invés de irritar, na maioria dos casos com algumas exceções. As sementes das pimentas chili passam através do trato digestivo dos pássaros sem sofrer danos, enquanto as consumidas por mamíferos não germinam de modo algum. A presença da capsaicina nos frutos, portanto, protege-as de serem consumidas por mamíferos, os quais não proveriam qualquer benefício para a planta, enquanto permite que sejam consumidos por seus semeadores preferidos.
A escala de Scoville, desenvolvida pelo farmacêutico Wilbur Scoville, é uma medida da ardência ou picância de uma pimenta, determinando a quantidade de capsaicina presente na mesma.